# Cotinga nattererii
Cotinga nattererii là một loài chim trong họ Cotingidae.